# Stari Slatinik
Stari Slatinik (1900-ig Slatinik) falu Horvátországban, Bród-Szávamente megyében. Közigazgatásilag Sztupnokhoz tartozik.

## Fekvése
Bródtól légvonalban 13, közúton 16 km-re nyugatra, Pozsegától   légvonalban 21, közúton 29 km-re délkeletre, községközpontjától 2 km-re keletre, Szlavónia középső részén, a Dilj-hegység lejtői alatt, az Újgradiskát Bróddal összekötő főút és a Zágráb-Vinkovci vasútvonal mentén fekszik. Itt halad át az A3-as (Zágráb-Lipovac) autópálya. Északi részét a Dilj-hegység erdővel borított magaslatai (az Obriž, Rastovica és a Travnik) képezik, míg délen termékeny mezeivel és vizenyős rétjeivel a Szávamenti-síkság található.

## Története
A falu sósvízű forrásairól kapta a nevét, melyek ma is megtalálhatók a tőle északra fekvő hegyes területen. Ötmillió éve azt a területet sósvizű tenger borította, melyet a Bijeli zdenac nevű lelőhelyen található tengeri csigák és kagylók maradványai bizonyítanak. Ezek az itt bányászott lignitben is megtalálhatók voltak. A legrégibb régészeti leletek 3500 évvel ezelőttre nyúlnak vissza. A Jelaš-mezőn csatornaásás közben több helyen (Poprečine, Mlaka, Lug, Razliv) az ún. bródi kultúrához tartozó középső bronzkori maradványok kerültek elő. Valamivel nyugatabbra Krčevina területén nagyméretű mintegy 3000 éves későbronzkori település és temetőjének maradványait találták. Későbbi, egészen a középkorig terjedő leletanyag nemcsak a régi falu helyén, Kućišta területén, hanem a Bijeli zdenac forrás környékén és annak közelében a Rastovica-erdőben található szénbánya területén is előkerültek.
A 11. és 12. században a település területe a templomosok lovagrendjének nagy kiterjedésű birtokához tartozott. A birtok központja a Završje feletti Borostyán (Briščana na Petnji) kolostora volt. Slatinik első írásos említése 1221-ben „Sclatnich” alakban egy adásvétel okiratában történt. A középkorban két vár is állt itt: Az egyik az autópályától délre fekvő mocsaras síkságon, a Mrsunjski lug nevű helyen egy fából épített, vizesárokkal körülvett 11. századi vár volt, melyet 1949-ben tártak fel. A falu feletti hegyekben egy másik várat is említenek, mely valószínűleg a lovčići Szent Márton templom közelében állt.
A középkori falu a maitól északra a hegyekben, a Kućišta nevű helyen szétszórtan feküdt. A lovčići Szent Márton plébániához, majd később a bučjei plébániához tartozott. A hagyomány szerint akkor mindössze nyolc család élt itt, melynek legtöbb tagja a Koporčić családból származott. A házak a családi birtok közepén helyezkedtek el, vesszőfonadékból és rönkökből épültek és szalmával fedték őket. Azon a helyen, ahol ma a kereszt áll, ott volt a falu temetője. Az oda vezető utat még mindig Holtak útjának nevezik. A települést 1536-ban foglalta el a török. A török uralom idején Szkenderovci volt a neve Szkender bégről, akinek a jobbágyai laktak itt. A török kiűzése, 1691 után a Boszniából betelepültekkel a lakosság összetétele teljesen megváltozott. 1702-ben az egész Szávamente a török veszély ellen létrehozott katonai határőrvidék része lett. A férfilakosság többnyire a határ mentén kiépített, csardaknak nevezett őrhelyeken szolgált. Emellett erődök, utak és töltések építésén, javításán dolgoztak. Háború esetén katonai szolgálattal tartoztak, mely során Európa több részére vezényelték őket. 1730-ban a településen 30 ház állt. Ekkor már állt Szent József tiszteletére szentelt fakápolnája. A 18. század közepén megépült az Újgradiskát Bróddal összekötő főút. Ezt követően több környékbeli falu lakossága az út mellé települt. Ekkor telepítették át Slatinikot is a mai helyére. 1760-ban már 41 ház állt a településen benne 49 családdal. 1758-ban Slatinikot a sibinji plébániához csatolták.
Az első katonai felmérés térképén „Slatnik” néven található. Lipszky János 1808-ban Budán kiadott repertóriumában „Szlatinik” néven szerepel. Nagy Lajos 1829-ben kiadott művében „Szlatinik” néven 63 házzal, 43 katolikus és 281 ortodox vallású lakossal találjuk. A katonai közigazgatás megszüntetése után 1871-ben Pozsega vármegyéhez csatolták.
A településen 1829-ben alapították a népiskolát. Az első iskolaépület fából volt és csak 1863-ban kapott új, falazott épületet. Amikor 1871-ben megszűnt a katonai közigazgatás a tiszti lakásokat az iskolának adták át tanítói lakások céljára. A mai iskolaépület 1930-ban épült. 1889-ben befejezték az Újgradiska-Bród vasútvonal építését, mely a településen is áthaladt, ahol vasútállomás létesült. Az utak metszéspontjában található kedvező elhelyezkedés miatt a 20. század elején Slatinikban kis ipari üzemek létesültek, Dane Budisavljević és Ilija Martinović malmot épített ide.
A településnek 1857-ben 382, 1910-ben 1172 lakosa volt. Az 1910-es népszámlálás szerint lakosságának 47%-a horvát, 37%-a szerb, 13%-a ruszin anyanyelvű volt. Pozsega vármegye Bródi járásának része volt. Az első világháború után 1918-ban az új szerb-horvát-szlovén állam, majd később (1929-ben) Jugoszlávia része lett. Az első világháború után a Rastovica-erdőben szénbányát nyitottak. A barnaszén kitermelésére nemcsak a szomszédos Sztupnokról, de Szerbiából és Szlovéniából is érkeztek munkások. A bányát 1923-ban bezárták. A második világháború után megpróbálták folytatni a termelést, de ez nagyon rövid ideig tartott. A két világháború között a magyar Győry Pál téglagyárat épített a településen, mely az 1980-as évekig működött, bár a második világháború után államosították. 1948-ban közösségi házat építettek, melyet Ante Starčevićről neveztek el. Az elektromos áramot 1959-ben vezették be. Az utak aszfaltozása 1971-ben történt. A település 1991-től a független Horvátországhoz tartozik. 1991-ben lakosságának 82%-a horvát, 12%-a szerb nemzetiségű volt. 2011-ben 1269 lakosa volt.

## Lakossága
| Lakosság változása | Lakosság változása | Lakosság változása | Lakosság változása | Lakosság változása | Lakosság változása | Lakosság változása | Lakosság változása | Lakosság változása | Lakosság változása | Lakosság változása | Lakosság változása | Lakosság változása | Lakosság változása | Lakosság változása | Lakosság változása |
| ------------------ | ------------------ | ------------------ | ------------------ | ------------------ | ------------------ | ------------------ | ------------------ | ------------------ | ------------------ | ------------------ | ------------------ | ------------------ | ------------------ | ------------------ | ------------------ |
| 1857               | 1869               | 1880               | 1890               | 1900               | 1910               | 1921               | 1931               | 1948               | 1953               | 1961               | 1971               | 1981               | 1991               | 2001               | 2011               |
| 475                | 439                | 387                | 542                | 588                | 715                | 1.031              | 821                | 796                | 850                | 1.072              | 1.171              | 1.278              | 1.386              | 1.495              | 1.269              |

## Gazdaság
A lakosság hagyományosan földműveléssel, állattartással, kertészettel és főként szőlőtermesztéssel foglalkozik.

## Nevezetességei
- Szent József tiszteletére szentelt római katolikus temploma 1894-ben épült a 18. századi fakápolna helyén.
- Szent Lázár fejedelem tiszteletére szentelt pravoszláv templomát a második világháború idején lerombolták. A háború után a helyi szerbek újjáépítették. A délszláv háború idején 1992-ben aknákkal földig rombolták.

## Kultúra
A helyi Seljačka sloga kulturális egyesületet 1938-ban alapították. A Dukat kulturális és művészeti egyesület 1994 és 1996 között működött. 2006-ban megalapították a hagyományőrző egyesületet, mely elsőként a megyében rövidesen megnyitotta a falumúzeumot.

## Oktatás
A településen 1829-ben alapították a népiskolát. Az első iskolaépület fából volt és csak 1863-ban kapott új, falazott épületet. Amikor 1871-ben megszűnt a katonai közigazgatás a tiszti lakásokat az iskolának adták át tanítói lakások céljára. A mai iskolaépület 1930-ban épült.

## Sport
Az NK Stari Slatinik labdarúgóklubot 1947-ben alapították.